# Moya Bowler
Moya Bowler (née en 1940) est une créatrice de chaussures britannique,, faisant partie des stylistes d'avant-garde des années 1960 décrits par l'écrivaine et rédactrice en chef de mode Brenda Polan comme les annus mirabilis comprenant Mary Quant, Janice Wainwright, Marion Foale et Sally Tuffin,,. Elle dessina également pour des marques telles que Lilley & Skinner, Moderne et Shoe Biz. Dans les années 1970, elle fut professeur de mode à l’Université de Kingston,.

## Éducation
Moya Bowler est née à Reading, une ville britannique située dans le Berkshire, dans la vallée de la Tamise à sa confluence avec la rivière Kennet. Elle a étudié la mode au Royal College of Art (RCA) avec Janey Ironside et a acquis une expérience supplémentaire en étudiant la coupe de patrons à l'école Ars Sutoria à Milan et en travaillant dans une usine de chaussures pour comprendre la mécanique de la cordonnerie. 

## Carrière
En 1966, Moya Bowler se rend aux États-Unis, visitant d'abord l'usine Lowell de Boston qui fabriquera sa première ligne de chaussures pour le détaillant américain Moderne, puis se rend à New York où elle est interviewée pour le New York Observer. Moya Bowler faisait partie du « Jeune Quatuor du Design » (en anglais : Young Design Quartet) aux côtés de Jean Muir (en), Roger Nelson et Gerald McCann. Elle produisit les chaussures pour la marque Rayne dont les modèles furent commercialisés notamment chez Harrods à Londres ou aux États-Unis chez Margaret Jerrold,. En 1968, la rédactrice de mode du Times, Prudence Glynn, a décrit Bowler comme « l'un des créateurs de chaussures les plus importants de ce pays »,. Pour l'automne 1968, ses créations étaient vendues dans un nouveau magasin de Sloane Street appelé Sids, aux côtés de celles de Ronald Paterson, Leslie Poole, Adele Davis et Simon Foster, tous diplômés du Royal College of Art ; Moya Bowler était responsable de la création de 60 % des chaussures dans le magasin,. La gamme des hommes de Sids fut popularisée par de nombreuses célébrités telles que Justin de Villeneuve ou Paul McCartney. Dans les années 1970, elle fut professeur de mode à l’Université de Kingston avant de déménager aux États-Unis et créer une société appelée Feet fabriquant des chaussures pour des marques telles que Charles Jourdan et Rayne, ainsi que la conception de pièces uniques pour des célébrités comme Elizabeth Taylor. Elle crée ensuite la marque Miramonte pour Marx & Newman, puis à la fin des années 1970, elle faisait partie des designers qui, aux côtés de noms tels que Walter Steiger, ont créé des chaussures pour la ligne Shoe Biz de Jerry Miller aux États-Unis,. Le cuir de Bowler est tanné en Italie à la Tannerie SALP, où elle était consultante travaillant pour des créateurs tels que Manolo Blahnik et Clive Shilton,. Au fil des décennies, les créations de Moya Bowler furent exposées au Victoria and Albert Museum.

## Vie Prîvée
Moya Bowler a financé les études de sa sœur Suzanne Octavia Bowler à l'université en Californie.